# Grand Prix Hassan II 1986
Il Grand Prix Hassan II 1986 è stato un torneo di tennis facente parte della categoria ATP Challenger Series nell'ambito dell'ATP Challenger Series 1986. Il torneo si è giocato a Casablanca in Marocco dal 13 al 19 ottobre 1986 su campi in terra rossa.

## Vincitori

### Singolare
Hans Schwaier ha battuto in finale  Jörgen Windahl con il punteggio di 6–3, 6–3

### Doppio
Agustín Moreno /  Larry Scott hanno battuto in finale  Tore Meinecke /  Ricki Osterthun con il punteggio di 7–5, 6–2